# Partiet för kroatisk demokratisk aktion
Partiet för kroatisk demokratisk aktion (kroatiska/bosniska: Stranka demokratske akcije Hrvatske, förkortat SDAH) är ett politiskt parti i Kroatien som värnar den bosniakiska minoritetens intressen i landet. Partiet grundades 1990 och hade efter valet 2003 och 2007 en parlamentsplats i Sabor. Partiordförande är Šemso Tanković.